# Dacia (okręg Botoszany)
Dacia – wieś w Rumunii, w okręgu Botoszany, w gminie Nicșeni. W 2011 roku liczyła 211 mieszkańców.